# René Mertens
Ne doit pas être confondu avec René Martens.
René Mertens, né le 3 mars 1922 à Arendonk et mort le 9 avril 2014 à Anvers, est un coureur cycliste belge, professionnel de 1945 à 1960.

## Palmarès
- 1945
  - 2e étape du Tour du Limbourg amateurs
- 1947
  - Grand Prix de l'Escaut
- 1948
  - Grand Prix du 1er mai - Prix d'honneur Vic De Bruyne
  - 2e à la 5e étape du Tour de Belgique
- 1949
  - 4e étape du Tour de Belgique
  - 2e de la 5e étape du Tour de Belgique
  - 2e de Liège-Jemelle
- 1950
  - Circuit de Flandre centrale
- 1951
  - Grand Prix Beeckman-De Caluwé
  - 3e de l'Acht van Chaam
- 1952
  - Grand Prix de la ville de Vilvorde
  - 2e de Vaux-Poperinge
  - 2e de la Flèche hesbignonne-Niel et Saint-Trond
  - 2e du Mémorial Fred De Bruyne
  - 3e de la 2e étape du Tour de Belgique
- 1953
  - Coupe Sels
  - Circuit des régions flamandes
  - Grand Prix de la Banque
  - Roulers-Ath-Roulers
  - 3e de Kuurne-Bruxelles-Kuurne
  - 3e du Circuit des cinq collines
  - 3e du GP Gemeente Kortemark
- 1954
  - Grand Prix de la Banque
  - Roulers-Ath-Roulers
  - 2e de De Drie Zustersteden
  - 2e du Circuit des régions flamandes
  - 3e de la Ruddervoorde Koerse
  - 6e de Gand-Wevelgem
- 1955
  - Trois Jours de Flandre-Occidentale
  - 2e à Grand Prix de la Banque
  - 2e du Tour des onze villes
  - 2e de Kuurne-Bruxelles-Kuurne
  - 2e des Trois Jours d'Anvers
  - 3e du Tour du Brabant
  - 3e du Championnat des Flandres
  - 3e de Vlaamse Pijl Kalken
  - 3e de la Gullegem Koerse
  - 6e de Gand-Wevelgem
- 1956
  - 2e du Tour des onze villes
  - 3e de Bruxelles-Izegem
- 1957
  - Aalter-Bruxelles
  - 2e étape secteur b de À travers les Flandres
  - 2e du Circuit de Flandre centrale
  - 3e du Circuit des Trois Provinces (Avelgem)
  - 3e de Bruxelles-Couvin
  - 3e de la Wingene Koers
  - 3e du Omloop van de Westkust
  - 3e du Prix de Saint-Lievin-Esse
- 1958
  - 2e de Aalter-Bruxelles
  - 3e du Championnat des Flandres
  - 3e de la Wingene Koers
- 1959
  - 2e du Tour des Flandres B

## Résultats sur le Tour de France
1 participation
- 1948 : Éliminé à la 12e étape